# یواس‌اس کالدونیا (ای‌کی-۱۶۷)
یواس‌اس کالدونیا (ای‌کی-۱۶۷) (به انگلیسی: USS Caledonia (AK-167)) یک کشتی بود که طول آن ۳۸۸ فوت ۸ اینچ (۱۱۸٫۴۷ متر) بود. این کشتی در سال ۱۹۴۴ ساخته شد.